# Amit Ben Shushan
Amit Ben Shushan (in ebraico עמית בן שושן‎?; Gerusalemme, 23 maggio 1985) è un ex calciatore israeliano, di ruolo attaccante.

## Carriera

### Club
Ha giocato nella massima serie dei campionati israeliano e cipriota.

### Nazionale
Tra il 2006 e il 2008, ha giocato 12 partite con la nazionale israeliana, realizzandovi anche due reti.